# 蒙巴尔拉
蒙巴尔拉（法語：Montbarla，法語發音：[mɔ̃baʁla]）是法国奧克西塔尼大區塔恩-加龙省的一个市镇，属于卡斯泰尔萨拉桑区。

## 地理
蒙巴尔拉（44°13'14"N, 1°5'35"E）面积7.38 平方千米，位于法国奧克西塔尼大區塔恩-加龙省，该省份为法国西南部内陆省份，北起顺时针与洛特省、阿韦龙省、塔恩省、上加龙省、热尔省和洛特-加龙省接壤。
与蒙巴尔拉接壤的市镇（或旧市镇、城区）包括：迪尔福-拉卡普莱特、凯尔西地区米拉蒙、蒙塔居代、孟德斯鸠、圣阿芒德佩拉加勒。

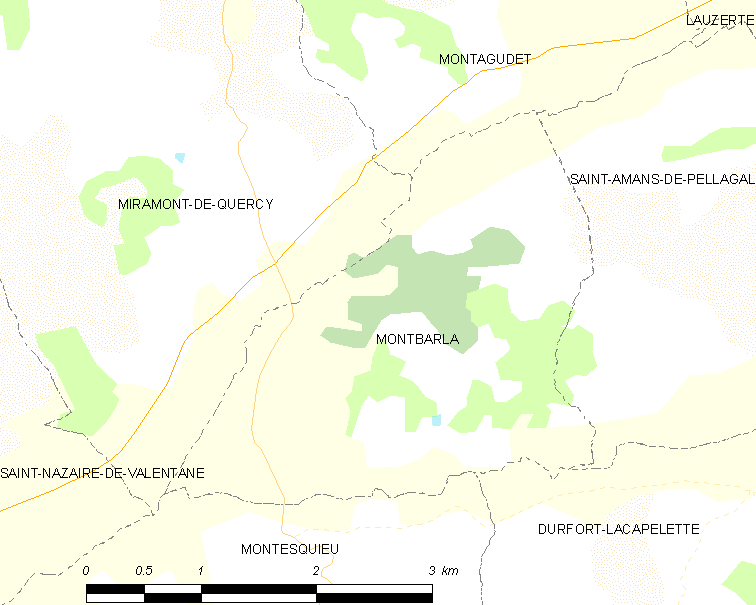
蒙巴尔拉的OSM定位图

蒙巴尔拉的时区为UTC+01:00、UTC+02:00（夏令时）。

## 行政
蒙巴尔拉的邮政编码为82110，INSEE市镇编码为82122。

## 政治
蒙巴尔拉所属的省级选区为塞尔地区-南凯尔西县。

## 人口

1962-2008年间蒙巴尔拉人口变化图示

蒙巴尔拉于2022年1月1日时的人口数量为160人。